# Chavornay, Vaud

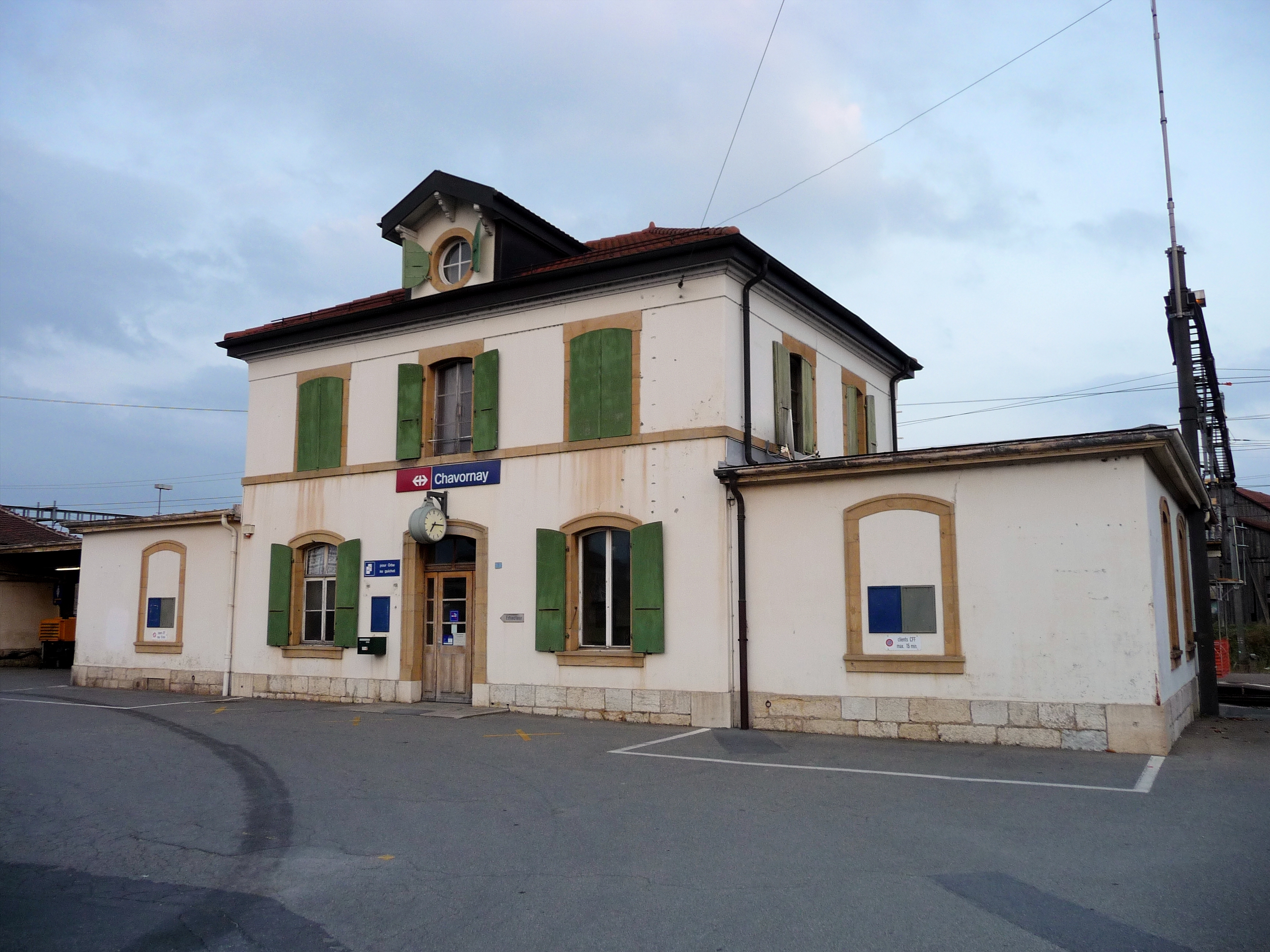
Nhà ga tàu hỏa Chavornay

Chavornay là một đô thị thuộc huyện hành chính Orbe, bang Vaude, Thụy Sĩ. Đô thị này có diện tích 11,07 km2, dân số thời điểm tháng 12 năm 2009 là 161 người.